# Kelley Deal
Kelley Deal (Dayton, Ohio, 10 de Junho de 1961) é a guitarrista principal dos The Breeders e é gémea idêntica da baixista Kim Deal, da banda Pixies.